# Cereopsius amabilis
Cereopsius amabilis là một loài bọ cánh cứng trong họ Cerambycidae.